# Angelaのsparking!talking!show!
『angelaのsparking!talking!show!』（アンジェラの スパーキング トーキング ショー）は、2004年10月に開始したangelaによるラジオ番組（アニラジ）である。『スパキン』と略して呼ばれることもある。
angelaの冠番組の一つで、キングレコード（2016年1月30日放送分まではスターチャイルドレコード名義）の一社提供番組でもある。

## 概要
angela（atsukoとKATSU）の近況報告や、リスナー参加型の複数のコーナーで構成されている。
いわゆるラジオネームは「スパークネーム」と称しており、番組内での挨拶は「こんばんキン」。
投稿が採用されたリスナーの一部にはノベルティをプレゼントしており、2016年9月現在は、その回で使用された放送原稿にサインを入れたものが贈られている。
2017年12月9日以降オープニングテーマは『How many?』、エンディングテーマは『道しるべ』が使われている（開始当初は『feel,like a breeze』、2007年から2016年7月末までは『君の傍で』、2016年8月から2017年12月2日までは『Junp up！』が使用された）。
atsukoは体調不良により一時期（2006年12月9日から2007年2月24日放送分まで）休養を取り、その間はKATSUが単独で番組を進行した。
また2022年4月23日放送分、2024年3月17日放送分休演した。
KATSUは2022年6月25日放送分ではオープニングのみ電話出演、急性心筋梗塞により2023年10月21日から11月4日放送分まで一時休養を取りその間はatsukoが単独で番組を進行した。
キングレコード一社提供の他の番組と異なり、angela以外の楽曲が流されることは少ない（ゲストがいる場合は除く）。
2017年3月まで放送局に山陽放送が入っており、同放送局の放映域からの視聴者よりふつおたが届いた場合、時々かなり濃い岡山市ネタ（特に同市中区や東区西大寺周辺域のネタ）がトークに使われる事がある（同地がパーソナリティー2人の出身地であるため）。
2017年3月をもって東海ラジオとラジオ関西を除いてネット局での放送を打ち切った。
2018年3月3日には東海ラジオでの放送700回を記念し、生放送とLINE LIVEでの同時生配信が行われた。
2022年4月から東海ラジオでの放送が日曜23時からに変更されることになった（「SKE48 1×1は1じゃないよ！」は3月で終了）。ラジオ関西は従来の放送時間のまま据え置かれ、先行ネットの形で放送する。
2025年4月改編以降は、東海ラジオにおいて唯一のキングレコード一社提供番組となる。

## 放送局と日時

### 現在のネット局
| 放送地域   | 放送局                                    | 放送時間             | 系列       | 備考                                                     |
| ---------- | ----------------------------------------- | -------------------- | ---------- | -------------------------------------------------------- |
| 中京広域圏 | 東海ラジオ                                | 日曜日 23:00 - 23:30 | NRN        | 制作局                                                   |
| 兵庫県     | ラジオ関西                                | 土曜日 22:30 - 23:00 | 独立局     | 東海ラジオから1日先行                                    |
| 日本全域   | KING AMUSEMENT CREATIVE                   | 火曜日 12:00更新     | ネット配信 |                                                          |
| 日本全域   | ニコニコ動画 アニたまどっとコムチャンネル | 火曜日 午後更新      | ネット配信 | ラジオ関西「アニたまどっとこむ」のアニラジ番組配信サイト |

インターネット配信は、放送局によってradikoを通じて放送地域への無料配信・有料の全国配信をしている他、2016年10月よりラジオ関西のネット配信「アニたまどっとコム」とキングレコードのangela紹介サイトで配信がされている。

### 過去のネット局
| 放送地域 | 放送局       | 放送終了日     | 過去の放送時間       | 系列       | 備考                                                     |
| -------- | ------------ | -------------- | -------------------- | ---------- | -------------------------------------------------------- |
| 沖縄県   | 琉球放送     | 2017年1月7日   | 土曜日 25:30 - 26:00 | JRN        |                                                          |
| 福岡県   | 九州朝日放送 | 2017年3月26日  | 土曜日 23:25 - 23:55 | NRN        | [ 12 ]                                                   |
| 宮城県   | Date fm      | 2017年3月27日  | 日曜日 21:30 - 22:00 | JFN        |                                                          |
| 岡山県   | 山陽放送     | 2017年3月27日  | 日曜日 23:00 - 23:30 | JRN・NRN   | 放送エリア内にメンバー二人の出身地・岡山市を擁する       |
| 山梨県   | FM-FUJI      | 2017年3月27日  | 日曜日 22:30 - 23:00 | 独立局     |                                                          |
| 日本全域 | 別冊ラジ関   | 2017年10月31日 | 火曜日 12:00更新     | ネット配信 | ラジオ関西「アニたまどっとこむ」のアニラジ番組配信サイト |

制作局の東海ラジオはNRN系のAMラジオ局だが、ネットワークやAM・FMを問わず広範囲で放送されていた。

## コーナー
「普通のお便り」と「今週のスパーキング！」は毎週、その他はいずれか1つのみが交互に行われる。
- 普通のお便り（ふつおた）
- 今週のスパーキング！

「This weeks sparking!!」という冒頭のジングルが特徴。
番組開始当初から続いている唯一のコーナー。
リスナーから送られた「心の叫び」を、angelaがゴングを合図に叫ぶ。
- このanケート、なんgela？

アンケートの結果のみを先に発表し、アンケートのテーマを当てるクイズ形式のコーナー。
数週間から数ヶ月に一回、不定期に放送されるため、コーナー冒頭で前回の放送が何ヶ月前か説明されることが多い。
- angelaが歌ってみた

月に1回、リスナーからの「angelaに歌ってほしいリクエスト」をスタジオで弾き語りをするコーナー。
過去に行っていた「懐メロヒットスタジオ」と違い、リクエストできる曲は懐メロに限らず、angelaにカバーしてほしい曲、angelaの楽曲も対象。
- アイドルあっちゃん、ふわふわお悩み相談

謎の新人アイドルあっちゃんがリスナーからのお便りにふんわりやんわり答えるコーナー。

### 過去のコーナー
- 真夜中の駆け込み保健室

atsukoが女医となり、リスナーの悩みに答える。
また、相談とは別にatsuko先生の紹介コメントも募集していた。
- Dear my best songs

angelaが独断でリスペクトする曲を選び、カバーする。
- パロジェラキング

2005年5月開始。angelaの歌を替え歌にしてもらい、atsukoが実際に歌い披露する。月1回の頻度で行われ、毎月第一週目に行われた。
atsukoの休養と同時にコーナー休止、復帰後に休止前に募集していたお題を行いそのまま終了した。
- 懐メロヒットスタジオ

流しのフォークデュオ・anとgelaが懐メロを弾き語るコーナー。
リスナーからのリクエスト以外にも歌本からランダムに選ばれた曲も歌われた。
- KATSUのスタジオへようこそ!!

2006年12月から2007年2月のatsukoの休養中に行われた企画。KATSUがリスナーからのアイデアをもらいながら、オリジナルの曲を作った。
しかし、完成する前にatsukoが復帰したため、終盤はatsukoもコーナーへ参加した。
作られた楽曲「君の傍で」は前述の通りエンディングとして使用された
2008年に改題され復活、鈴鹿8耐に出場した「KANSAI YAMAMOTO & angela」チームへの応援歌として「パノラマ」を制作した。
- KATSU山教授の研究室

KATSU扮する「KATSU山教授」をコメンテーターに迎え、リスナーから寄せられた身の回りの疑問・質問に何でも答えるコーナー。
- 声優への道

2009年に声優デビューを目指して行われたコーナー。
『青春ラジメニア』へゲスト出演した際にもおこなわれた。
実際に「アスラクライン」最終回でアフレコへは参加したが、「ガヤであるため、声優デビューでは無い」との判断でクレジットはされなかった。
「俗・声優への道」へと改題され続き、「アスラクライン2」21話でようやく声優デビューを果たすことができた。
- わたしの…蒼い春！

angelaの楽曲「蒼い春」にちなんだコーナー。
「私って蒼いなぁ…」「今の俺、まだまだ蒼いなぁ…」と思った瞬間を募集した。
- angela対抗 ○○選手権

毎回掲げられるテーマに関するアイデアを、atsukoとKATSUが30秒間でプレゼンを行う。
リスナーはそのどちらかに共感できるか票を投じ、多くの支持を集めた方が勝利となる。
- つぶやけangela！　略して、つぶアン！

twitterに対抗して、「最近あった出来事」をテーマにした「つぶやき」（近況報告）を募集。
ただし、つぶやきは「angela」にちなみ必ず6文字でなければならない（別途、補足説明も添えられる）。
- 目指せストライク！mirror☆geボーリング

アルバム「Mirror☆ge」の発売とツアー開催記念に行われた。
ツアーの公演開催地についての情報をリスナーから募集した。
ボーリングになぞらえて、atsukoとKATSU両方の支持を得られたらストライク、どちらか片方の支持を得られたらスペア、どちらの支持も得られなかったらガーターと判定された。
このコーナー限定でatsukoの支持を受けたリスナーには「スパキンちゃんステッカー」、KATSUの支持を受けたリスナーには「スパキンくんステッカー」が送られた。
- スパキンファンタジア！最強ヒーロー決定戦！

angelaが主題歌を担当したゲームソフト『ヒーローズファンタジア』にちなんだコーナー。
リスナーから寄せられた、あるテーマに関するヒーローを募集し紹介。その中でも一番のヒーローをangelaが決定する。
- かよえ！スパキンチュー学

テレビアニメ『かよえ!チュー学』をリスペクトしたコーナー。
毎回、テーマを決め、中学時代のエピソードを募集した。
- 勇気を出して抜刀！！

angelaの楽曲「KINGS」と、楽曲のタイアップ先である『K』にちなんだコーナー。
「心の刀を抜いた瞬間」「勇気を出して、何かに挑戦した瞬間」を募集した。
Bメロ頭の「Big bang」の男性コーラスを編集したエフェクトが使用された。
- カエウタの騎士

angelaの楽曲「シドニア」との発売記念に行われた。タイトルはタイアップ先の『シドニアの騎士』のもじり。
Bメロの「打ち砕け」から「活路はこの手に」までの範囲のみで替え歌を募集した。
- 一騎と総士何を言うジスト？

angelaの楽曲「イグジスト」とタイアップ先の『蒼穹のファフナー EXODUS』にちなんだコーナー。
「イグジスト」のアニメ盤ジャケットの一騎と総士が何を言ってるのかセリフを考える大喜利コーナー。
atsukoとKATSUが総士と一騎、それぞれのセリフを読んだ。
- カッツ オア アツイブ

angelaの楽曲「DEAD OR ALIVE」の発売記念に行われた。
atsukoとKATSUが選択の分かれそうな二択の質問を募集していた。
このコーナー限定で、見事にatsukoとKATSUの回答が分かれるのに成功したリスナーには「ALIVEストーン」が贈られた。
- KATSU野菜充実化計画

野菜を獲らないKATSUになるべく野菜を摂ってもらうため、オススメしたい野菜メニュー、おすすめドレッシング情報などを募集した。
最終回では実際にスタジオ内でリスナーから情報をもらっていたメニューを持ち込み試食した。
- アホトーーク！

angelaの楽曲「全力☆Summer！」とタイアップ先の『アホガール』にちなんだコーナー。
リスナーのアホエピソードを募集し、特にアホだと認められたリスナーには「アホストーン」が贈られた。

## ゲスト
主に、KING AMUSEMENT CREATIVE所属の歌手が出演することが多い。
- 秋山奈々
- 鮎川麻弥
- Ikuo
- 石田晴香
- 稲村優奈
- 今井麻美
- 今井清隆
- 入野自由
- 上坂すみれ
- 浦壁多恵
- 遠藤正明（コメントメッセージのみ）
- 川嶋あい
- 神田朱未
- 串田アキラ
- 後藤友香里
- 小林ゆう
- 小松未可子
- 咲良（漫画家）
- 佐藤聡美
- 佐藤竜雄
- 椎名へきる
- 霜月はるか
- 下野紘
- 白石涼子
- 新海岳人
- たかのてるこ
- 高橋直純
- たかはしごう
- Team.ねこかん[猫] featuring.天乙准花
- 茅原実里[23]
- TSUKEMEN
- 豊嶋真千子
- ドメスティック・ラヴバンド
- 内藤寛
- 名塚佳織
- 浪川大輔
- 南里侑香
- 野中藍
- 長谷川静香
- 林原めぐみ
- 藤岡みなみ（PANDA 1/2）
- 堀江由衣
- 保志総一朗
- 美郷あき
- 水島大宙
- 皆川純子
- 森久保祥太郎
- ゆいかおり（小倉唯・石原夏織）
- 結城アイラ
- ゆかな
- 吉田尚記（ニッポン放送アナウンサー）
- 米倉千尋
- 空野青空

## 備考
キングレコード（旧・スターチャイルド）枠
かつては一部のネット局で、当番組の前後に他のキングレコード一社提供番組が連続して組まれていた。例は以下の通り。
- ラジオ関西

直前に『堀江由衣の天使のたまご』、直後に『林原めぐみのHeartful Station』・『野中藍 ラリルれ、サタデーナイト。』が組まれており、2時間半にわたって続いていた。ただし、2015年4月の改編で『Heartful Station』『ラリルれ』が終了し、『林原めぐみのTokyo Boogie Night』が入って1時間半に縮小。2016年10月の改編では『天使のたまご』がラジオ関西のネット終了で1時間に縮小した。
- RSKラジオ

直後に『林原めぐみのTokyo Boogie Night』があり、さらに一般番組を挟んで組まれている『堀江由衣の天使のたまご』も含めると、延べ1時間半続いていた。ただし、2016年10月の改編で『Tokyo Boogie Night』『天使のたまご』ともネット終了となった。
- 東海ラジオ（2014年9月までおよび2022年4月 - 2025年3月）

直前に『堀江由衣の天使のたまご』が組まれており、合計1時間続いていた。ただし、2014年10月の改編で『天たま』が日曜日に枠移動となり、この体制は解消されることになった。なお、『天たま』も2016年10月でネット終了となった。
その後、2022年4月からの本番組の日曜日への移動に伴い、既存の『水樹奈々 スマイルギャング』と放送枠が連結されたが、『スマギャン』は2025年3月でネット終了となり、前述のように本番組が東海ラジオ唯一のキングレコード一社提供番組となる。
特殊なノベルティ・ライブなどとの連動
2006年の最後の放送と2007年最初（実質的には2度目）の放送では、ライブイベント『ミュージックワンダー大サーカスII〜人生遊戯〜』が中止になったお詫びとして、「ミュージックワンダー大サービス」と称し、投稿が採用されたリスナー全員に「ナイスステッカー」と「新宿狂詩曲（ラプソディー）のクリアファイル」が進呈された。
また、毎月最終週に「ボツ保管計画」として、読めなかったメール、ハガキの中から1名に、その人の為だけのスペシャル・トークをカセットテープで新録して送っている。
記念放送・公開収録など
2010年6月30日、東海ラジオとラジオ関西では300回放送を記念し、東海ラジオのスタジオから生放送が行われた（その他のネット局は、それまでの名珍場面集と称した録音放送）。
番組内ではtwitterを利用したコミュニケーションも行われた。なお、angelaはこの日に放送された『青春ラジメニア』にもゲスト出演していた。
2012年8月5日、美浜海遊祭の会場の知多郡美浜町小野浦で公開収録が行われ、2012年8月11日及び8月18日（キー局の東海ラジオの放送日時）の放送でその模様が放送された。
また、この放送内でゲストの新海岳人へかよえ!チュー学へangelaの登場交渉が行われた。
2018年3月3日、その日迎える700回放送を記念し、生放送が行われた。
シングル「SURVIVE!」の宣伝の為、東海ラジオのみ『angelaのsparking!talking!show!ミニ』として、2018年7月15日 23:30（Episode 1）・2018年7月17日 21:40（Episode 2）にそれぞれ10分間の特別番組を放送。
2020年2月16日、800回放送を記念し、ポートメッセなごやで行われた「アニメ・ゲーム フェス NAGOYA 2020」内で「『angelaのsparking! talking! show!』放送800回突破記念公開録音&ミニライヴ ～僕らは目指したカリスマMC～」と題して、8年ぶりに公開録音を行った。
2023年11月23日、ポートメッセなごやで行われた「名古屋モビリティショー2023」内で「『angelaのsparking! talking! show!』 1000回記念！明日へのthousand road!」と題して、4年半ぶりに公開録音を行った。
2024年2月25日、ラジオ関西での放送1000回記念公開録音が、神戸情報文化ビル（通称カルメニ）1階サテライトスタジオにて開催。（ラジオ関西 2024年3月9日・東海ラジオ 2024年3月10日 放送分を収録。）